# ملو عادل‌شاه
مَلّو عادل‌شاه از شاهان عادل‌شاهی بیجاپور هند بود. او در دوره کوتاهی در سال ۱۵۳۴ میلادی حکومت کرد.
ملو عادل‌شاه پس از مرگ پدرش اسماعیل عادل‌شاه به سلطنت رسید. در تاریخ‌ها گفته شده که ملو عادل‌شاه عادات ناشایستی داشته است. پونجی خاتون، مادربزرگ پدری ملو عادل‌شاه با کمک سپهدار اسد خان، ملو عادل‌شاه را برکنار کرد و برادر جوان‌تر او یعنی ابراهیم عادل‌شاه یکم را به تخت شاهی نشاند.